# Newell Sill Jenkins

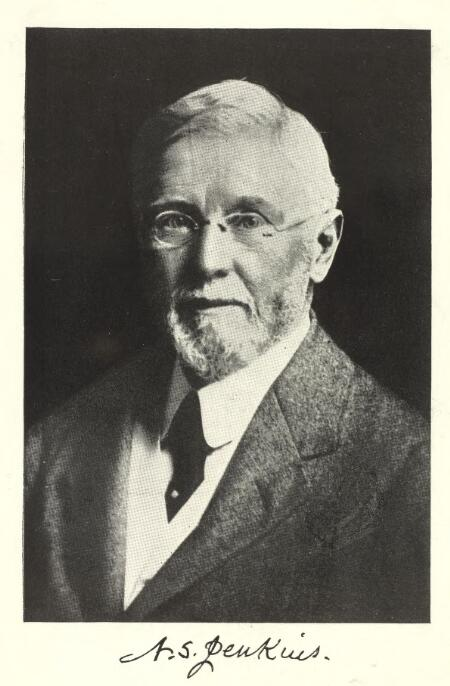
Newell Sill Jenkins

Newell Sill Jenkins (* 29. Dezember 1840 in Falmouth, Massachusetts; † 25. September 1919 in Le Havre, Frankreich) war ein US-amerikanischer Zahnarzt, der den größten Teil seines Lebens in Dresden praktizierte. Der Freund Richard Wagners entwickelte das nach ihm benannte Porzellan-Email und verbesserte dadurch entscheidend die Zusammensetzung der Porzellanmasse für Porzellaninlays, Zahnkronen und -brücken. Er gilt damit als Begründer der ästhetischen Zahnheilkunde.

## Leben
Jenkins stammte aus einer Reederfamilie, die auch erfolgreich Holzhandel betrieb. Seine Eltern waren Charles und Phoebe Jenkins, geborene Bishop. Unmittelbar nach Beendigung seines Studiums am Baltimore College of Dental Surgery der University of Maryland übernahm er 1863 eine zahnärztliche Praxis von einem gewissen Lincoln in Bangor (Maine). Newell Sill heiratete 1865 Clara Upton und hatte mit ihr drei Kinder. Er korrespondierte mit dem ebenfalls aus den USA stammenden und in Berlin praktizierenden Zahnarzt Frank P. Abbott, der in Europa zu den renommiertesten Zahnärzten gehörte. Abbott bestärkte ihn darin, nach Deutschland auszuwandern. Kurz nach Beendigung des Amerikanischen Bürgerkriegs wanderte er am 20. November 1866  zusammen mit seiner Familie nach Dresden aus, wo er 43 Jahre lang von 1866 bis 1909 praktizierte. Vom sächsischen König Albert wurde er zum königlich-sächsischen Geheimen Hofrat ernannt und erhielt darüber hinaus den Albrechts-Orden (Ritterkreuz I. Klasse). Seit 1893 war Jenkins Besitzer der Villa Thorwald in der Schillerstraße 12 im Dresdner Stadtteil Loschwitz. Jahrelang praktizierte er jeweils einen Monat pro Jahr in Wien und in Warschau. 1907 zog er nach Paris, wo er seine Forschungen fortsetzte und große Anerkennung genoss. Er  zählte – neben Thomas W. Evans und Levi Spear Burridge – zu den im 19. Jahrhundert besonders gefragten US-amerikanischen Zahnärzten in Europa. Zweimal wurde er zum Präsidenten des American Dental Club of Paris gewählt. Er erhielt zahlreiche Auszeichnungen aus Deutschland, England, Frankreich, den USA, Norwegen, Holland und Spanien. Während des Ersten Weltkriegs kehrte er 1916 in die USA zurück. Nach Beendigung des Krieges bestieg er am 18. September 1919 ein Segelschiff in New York, um die Wintermonate in Südfrankreich zu verleben. Dies war ihm jedoch nicht vergönnt. Er erlag bei der Ankunft im Hafen von Le Havre am 25. September 1919 einem Herzinfarkt. Jenkins wurde in die USA überführt, wo er in Bangor bestattet wurde. Seine Frau Clara verstarb am 15. Februar 1932 in Dresden. Jenkins zu Ehren verlieh die Connecticut State Dental Association von 1922 bis 1938 die Newell Sill Jenkins Medaille an verdiente Zahnärzte. Die erste Auszeichnung ging an Alfred Civilion Fones.

## Freundschaft mit Richard Wagner

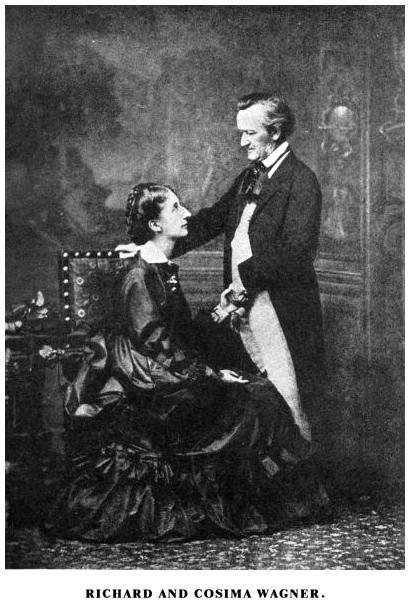
Richard Wagner mit Cosima Wagner, 1872

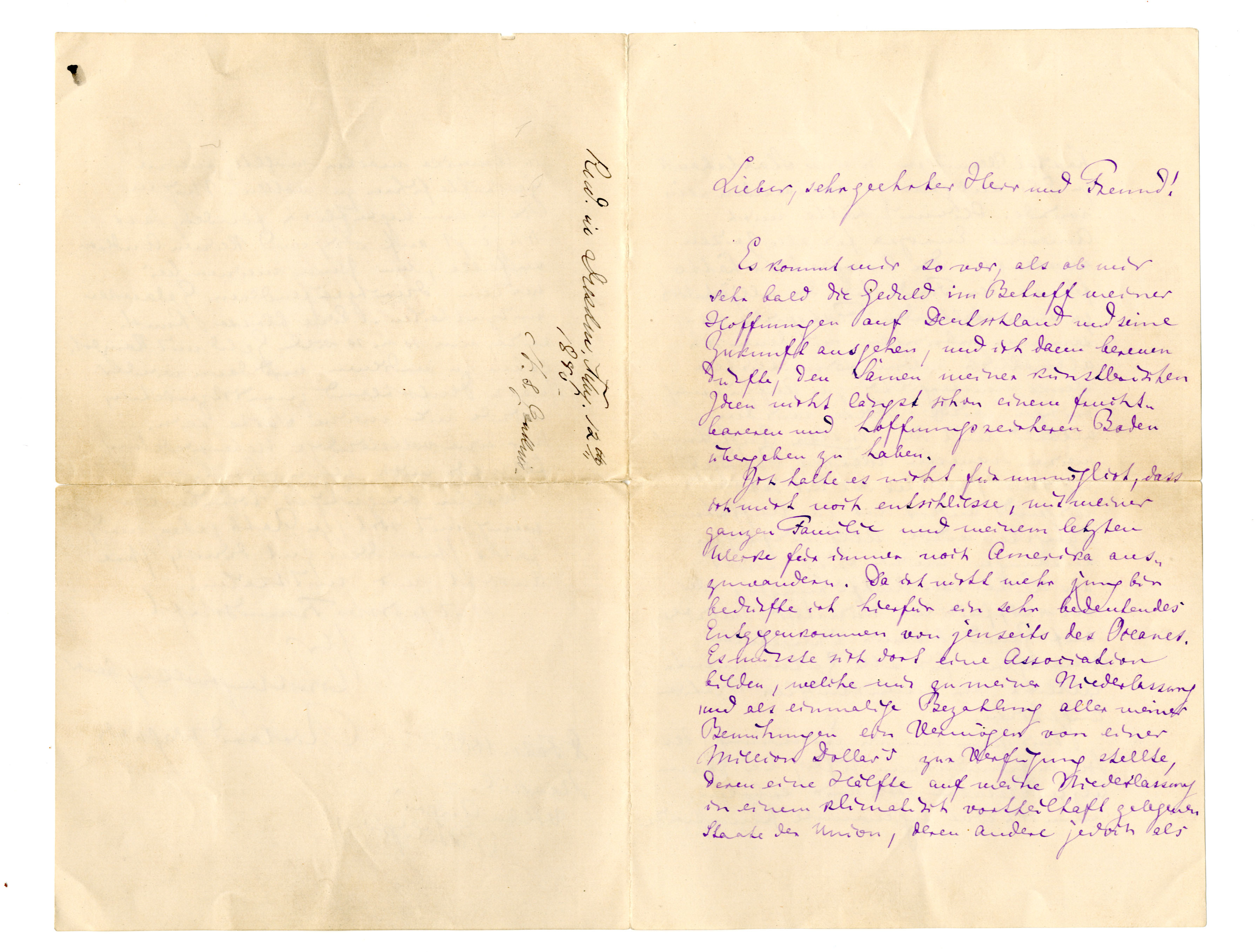
Brief von Richard Wagner an N. S. Jenkins, Seite 1

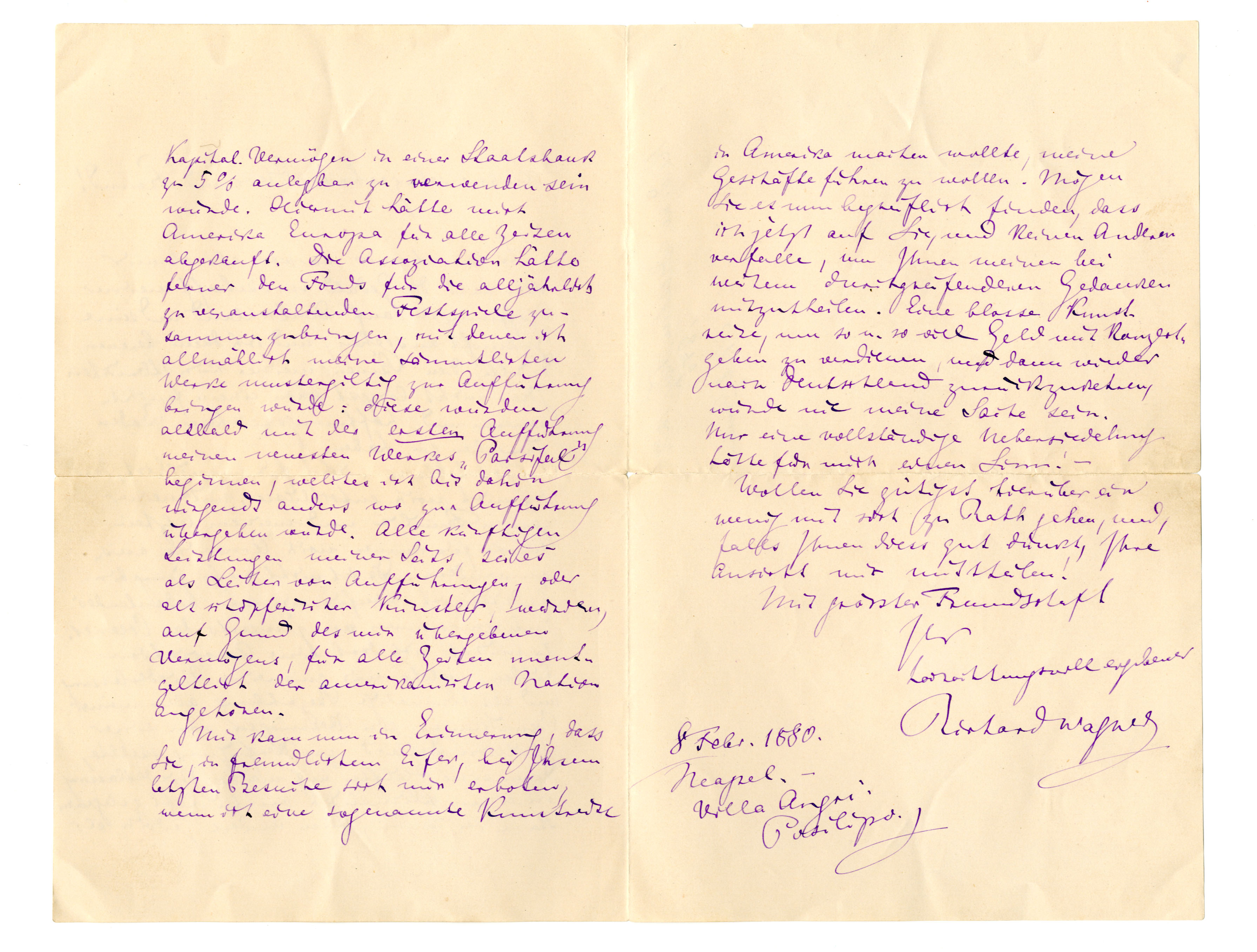
Brief von Richard Wagner an N. S. Jenkins, Seiten 2 und 3

Zu seinem Patientenkreis gehörten nicht nur Mitglieder europäischer Fürstenhäuser, sondern auch Prominente wie Richard Wagner, mit dem Jenkins sich anfreundete. 1877 kam er erstmals auf Ersuchen von Cosima Wagner nach Bayreuth und verlangte für seine zahnärztliche Behandlung kein Honorar. Am 24. Januar 1879 disputierten sie über die deutsche Politik, „die Neger“ sowie die deutschen Auswanderer in den USA, bevor Jenkins am nächsten Tag eine „große Operation“ an Wagner vornahm.
Nachdem Wagner ein finanzielles Desaster seiner Ring-Aufführung bei den ersten Festspielen 1876 im Bayreuther Festspielhaus erlebt hatte, plante er in die USA auszuwandern. Wagner besprach mit Jenkins seine Auswanderungspläne und formulierte in einem dreiseitigen Brief auch die Bedingungen, die seine Existenz jenseits des Ozeans absichern und den Amerikanern den Parsifal bringen sollten. In der Ausstellung Dem Meister ins Maul geschaut, die vom 19. März bis 14. August 2016 in den Richard-Wagner-Stätten in Graupa lief, wurde das Thema ausführlich aufgearbeitet. Die Ausstellung entstand in Zusammenarbeit mit dem Dentalhistorischen Museum in Zschadraß und dem Louis-Spohr-Museum in Kassel.

### Brief Wagners an Jenkins
„Lieber, sehr geehrter Herr und Freund!
Es kommt mir so vor, als ob mir sehr bald die Geduld im Betreff meiner Hoffnungen auf Deutschland und seine Zukunft ausgehen, und ich dann bereuen dürfte, den Samen meiner künstlerischen Ideen nicht längst schon einem fruchtbareren und hoffnungsreicheren Boden übergeben zu haben. Ich halte es nicht für unmöglich, dass ich mich noch entschliesse, mit meiner ganzen Familie und meinem letzten Werke für immer nach Amerika auszuwandern. Da ich nicht mehr jung bin, bedürfte ich hierfür ein sehr bedeutendes Entgegenkommen von jenseits des Oceans.
Es müsste sich dort eine Association bilden, welche mir zu meiner Niederlassung und als einmalige Bezahlung aller meiner Bemühungen ein Vermögen von einer Million Dollars zur Verfügung stellte, deren eine Hälfte auf meine Niederlassung in einem klimatisch vortheilhaft gelegenen Staate der Union, deren andere jedoch als Kapital.Vermögen in einer Staatsbank zu 5 Prozent anlegbar zu verwenden sein würde. Hiermit hätte mich Amerika Europa für alle Zeiten abgekauft. Die Association hätte ferner den Fonds für die alljährlich zu veranstaltenden Festspiele zusammenzubringen, mit denen ich allmählich meine sämmtlichen Werke mustergültig zur Aufführung bringen würde: Diese würden alsbald mit der ersten Aufführung meinen neuesten Werkes ‚Parsifal‘ beginnen, welches das bis dahin nirgends anders wo zur Aufführung übergeben würde. Alle künftigen Leistungen meiner Seits, sei es als Leiter von Aufführungen, oder als schöpferischer Künstler, würden, auf Grund des mir übergebenen Vermögens, für alle Zeiten unentgeltlich der amerikanischen Nation angehören.
Mir kam nun in Erinnerung, dass Sie in freundlichem Eifer, bei Ihrem letzten Besuche sich mir erboten, wenn ich eine sogenannte Kunstreise in Amerika machen wollte, meine Geschäfte führen zu wollen. Mögen Sie es nun begreiflich finden, dass ich jetzt auf Sie, und keinen Anderen verfalle, um Ihnen meinen bei weitem durchgreifenderen Gedanken mitzutheilen. Eine blosse Kunstreise, um so und so viel Geld mit Konzertgeben zu verdienen, und dann wieder nach Deutschland zurückzukehren, würde nie meine Sache sein. Nur eine vollständige Uebersiedlung hätte für mich einen Sinn. – Wollen Sie gütigst hierüber ein wenig mit sich zu Rath gehen, und falls Ihnen – gut dünkt, Ihre Ansicht mir mittheilen!
Mit grösster Freundschaft
Ihr
hochachtungsvoll ergebener
Richard Wagner
8. Febr. 1880
Neapel.-
Villa Angri
Posilipo“

Der Brief Wagners an Jenkins zeigt sein besonderes Vertrauen zu seinem Zahnarzt auch in privaten Dingen. Dank Jenkins Überredungskünsten und weiteren Warnungen von anderen amerikanischen Freunden setzte Wagner seine Pläne, nach Amerika auszuwandern nicht um, wobei er letztlich als Gründe sein fortgeschrittenes Alter und die Rücksicht auf seine Kinder und deren Heimatverbundenheit angab. Zudem stieß Wagner bei den amerikanischen Impresarios auf wenig Interesse, seine Einwanderung zu unterstützen. Parsifal wurde daraufhin bei den zweiten Bayreuther Festspielen am 26. Juli 1882 in Bayreuth und nicht in den USA uraufgeführt. In seinen Reminiszenzen schreibt Jenkins: „...and I rejoiced that that end was attained without a cloud resting upon our friendship“ (Ich war hocherfreut darüber, dass das [Abrücken Wagners von der Emigration] erreicht worden ist, ohne eine trübe Wolke über unserer Freundschaft zu hinterlassen.)
Richard Wagner überreichte Jenkins ein Exemplar des Ring des Nibelungen mit einer persönlichen Widmung:

„Ich sage nichts vom Zahn der Zeit,
Die Zeit des Zahnes naht heran,
Ist dann Herr Jenkins nicht mehr weit,
Trotz’ ich die Zeit mit Ihrem Zahn.“

## Werk
Jenkins wurde trotz seiner hohen Verdienste um die Zahnheilkunde lange Zeit von zahnmedizinischen Historikern ignoriert, obwohl er während seiner Schaffenszeit 32 wissenschaftliche Artikel zur Verbesserung der ästhetischen Zahnversorgung mit Porzellanfüllungen veröffentlicht hatte und teilweise seine Erkenntnisse patentieren ließ.

### Einführung des Kofferdams in Deutschland

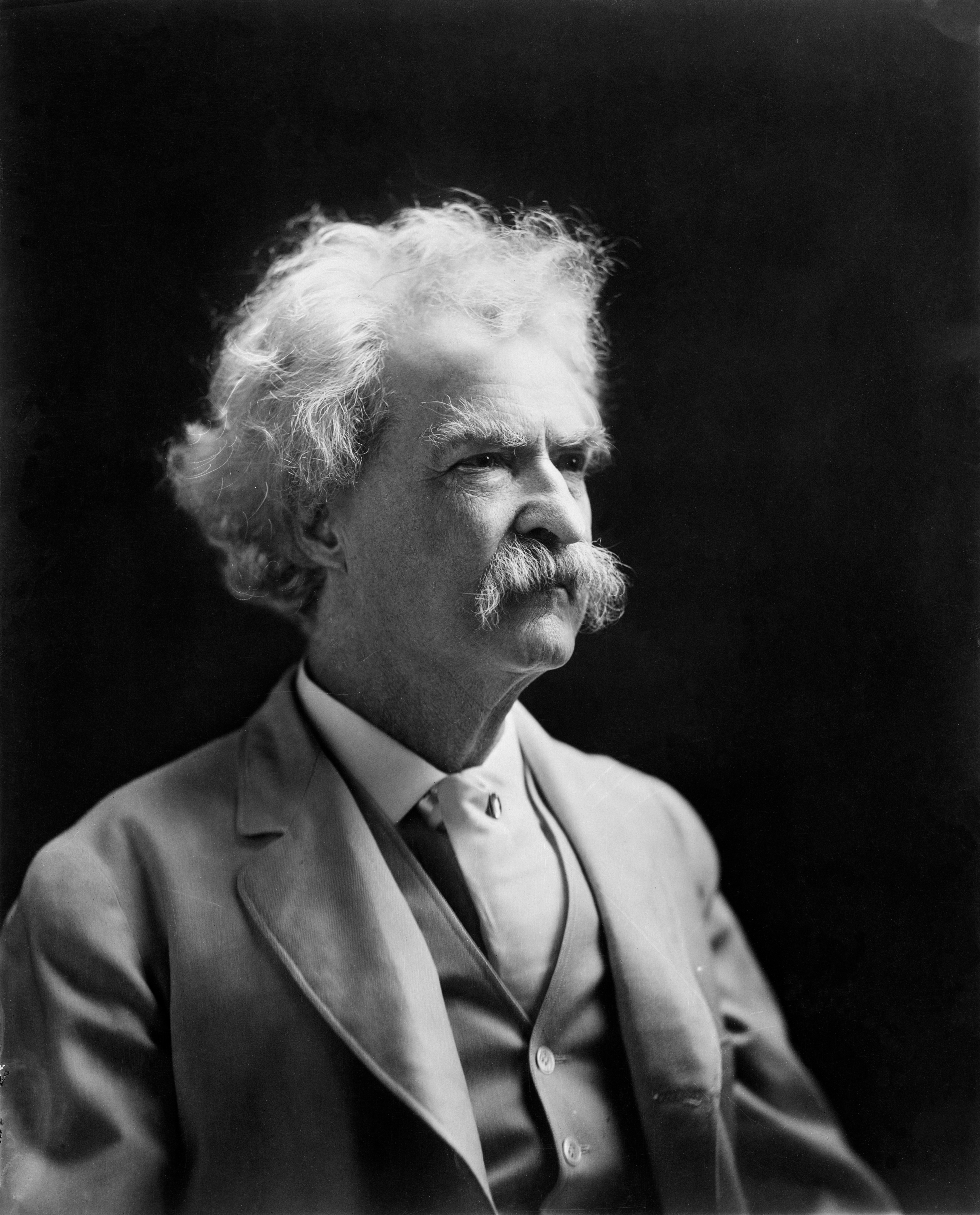
Mark Twain

Erste Anerkennung fand er, als er den 1864 von dem New Yorker Zahnarzt Sanford Christie Barnum entwickelten Kofferdam bereits zwei Jahre später in Deutschland einführte, einen Spanngummi, der den zu behandelnden Zahn von der Mundhöhle, insbesondere vor Flüssigkeiten und Speichel, isoliert. Ursprünglich diente er dazu, das Arbeitsfeld trocken zu halten, da es damals noch keine zahnärztlichen Absauganlagen gab.

### Entwicklung von Porzellanmassen
Jenkins entwickelte das nach ihm benannte niedrigschmelzende Porzellan-Email und verbesserte dadurch entscheidend die Zusammensetzung der Porzellanmasse für Porzellaninlays, Zahnkronen und -brücken und die dazugehörende Verarbeitungstechnik. Hilfreich war ihm da die Nähe zur Sächsischen Porzellan-Manufaktur Dresden. Hierzu gehörte auch die Entwicklung von Stahlbohrern, die mit Diamantstaub beschichtet waren, um eine glatte Kavität erzeugen zu können. Die Porzellaninlays haben erstmals die Möglichkeit eröffnet, zahnfarbene Frontzahnfüllungen zu erzeugen und leiteten damit die Ära der ästhetischen Zahnmedizin ein, nachdem bis dato im Frontzahnbereich Füllungen aus Gold angefertigt wurden. Für die Produktion und den Vertrieb des „Jenkins Porcelain Enamel“ gründete er die Manufaktur Klewe & Co. Sein persönlicher Freund Samuel Langhorne Clemens, der unter seinem Pseudonym Mark Twain als amerikanischer Schriftsteller bekannt geworden ist, bot ihm an, die Herstellungs- und Vertriebsrechte für den amerikanischen Markt zu kaufen.

### Entwicklung der Zahnpasta Kolynos

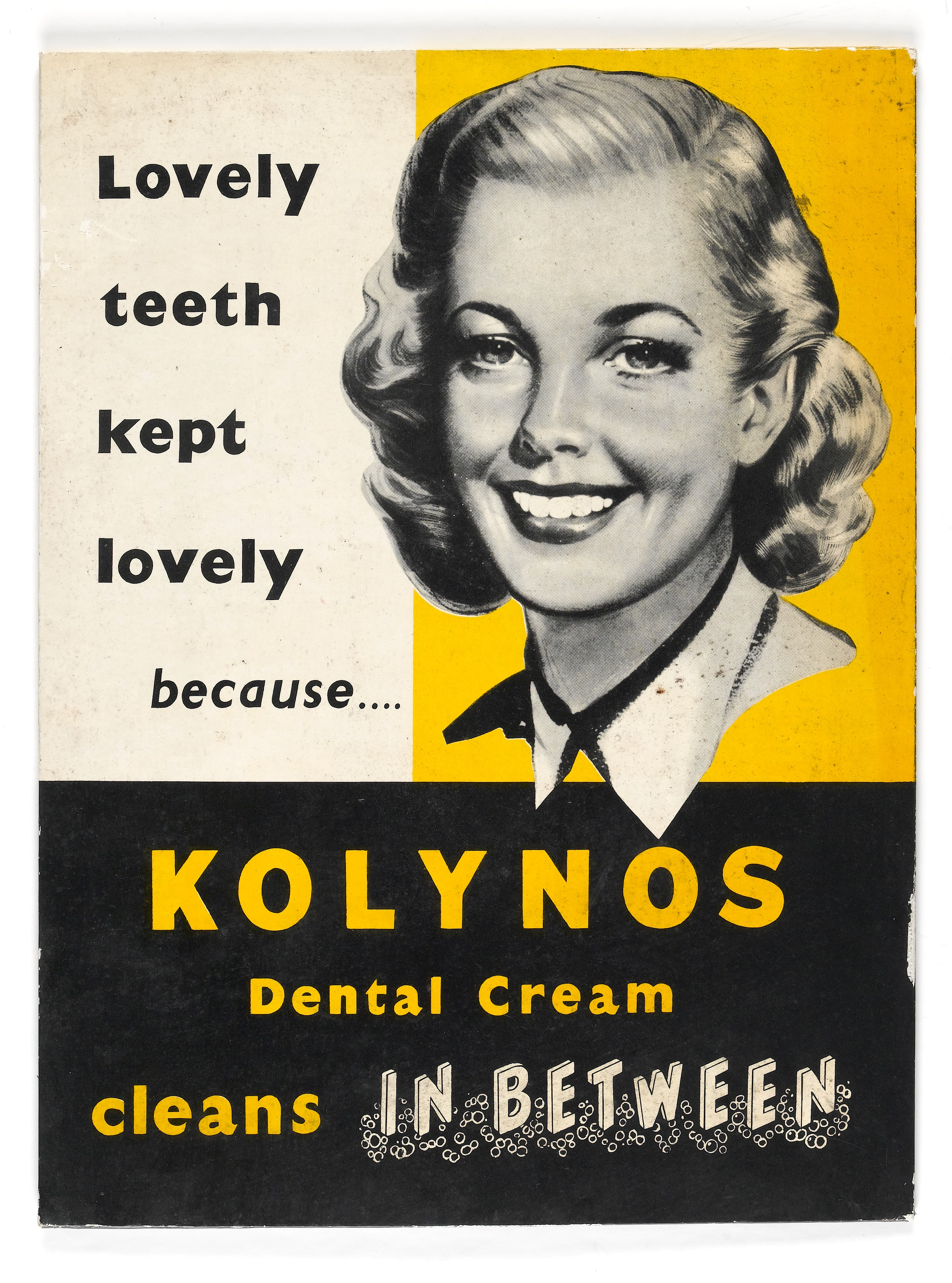
Werbeplakat für die Kolynos Zahnpasta aus den 1940er Jahren

Zusammen mit Willoughby D. Miller, der 1890 die bahnbrechende und bis heute gültige Theorie aufgestellt hatte, wonach Bakterien der Mundflora Kohlenhydrate zu Säuren abbauen, die ihrerseits den Zahnschmelz entkalken, worauf Bakterien in den Zahn eindringen und das Dentin in Form von Karies zerstören können, entwickelte Jenkins eine Zahnpasta namens Kolynos, die erstmals Desinfizienzien enthielt. Der Name stammt aus dem Griechischen Kolyo Nosos (κωλύω νόσος, „Krankheitsprävention“). Zahlreiche Versuche, die Zahnpasta von Apothekern in Europa herstellen zu lassen, erwiesen sich als unwirtschaftlich. Nach seiner Rückkehr in die USA experimentierte er mit Harry Ward Foote (1875–1942), Chemieprofessor am Sheffield Chemical Laboratory der Yale University. Nach 17-jähriger Entwicklungsarbeit von Kolynos und klinischen Studien ging Jenkins in den Ruhestand und übertrug die Herstellung und den Vertrieb an seinen Sohn Leonard A. Jenkins, der am 13. April 1908 die ersten Zahnpastatuben auf den Markt brachte. Innerhalb weniger Jahre expandierte die Firma in Nordamerika, Lateinamerika, Europa und dem Fernen Osten. Ein Zweigbetrieb entstand 1909 in London. 1937 wurde Kolynos in 22 Ländern produziert und in 88 Ländern verkauft.
Bis heute ist Kolynos vor allem im südamerikanischen Raum und in Ungarn weit verbreitet. Colgate-Palmolive übernahm das Produkt von American Home Products im Jahr 1995 zum Preis von einer Milliarde US-Dollar, wobei unter diesem Markennamen auch andere Kosmetikprodukte vertrieben werden.

## Schriften
- Porcelain Enamel Inlays. Collection: Dental Cosmos, Volume 40, Issue 8, August, 1898, pp. 633–635. Abgerufen am 3. April 2016.
- Porcelain Enamel Inlays. Collection: Dental Cosmos, Volume 41, Issue 9, September, 1899, pp. 888–892. Abgerufen am 3. April 2016.
- Porcelain Enamel Inlays. Collection: Dental Cosmos, Volume 42, Issue 11, November, 1900, pp. 1109–1111. Abgerufen am 3. April 2016.
- Porcelain Enamel. Collection: Dental Cosmos, Volume 44, Issue 5, May, 1902, pp. 456–458. Abgerufen am 3. April 2016.
- The Porcelain Inlay in Europe. Collection: Dental Cosmos, Volume 58, Issue 3, March, 1916, pp. 269–272. Abgerufen am 3. April 2016.
- Reminiscences of Newell Sill Jenkins, Privatdruck, Princeton, 1924. Bei: archive.org, (englisch). Abgerufen am 31. März 2016. [Jenkins begann 1914 eine Autobiografie für seine Kinder zu schreiben]
- Thomas S. Grey: Recollections of Villa Wahnfried from Wagner’s American Dentist. Newell Sill Jenkins. Introduced and annotated by Thomas S. Grey, in: Richard Wagner and His World. Princeton University Press, 2009, ISBN 1-4008-3178-4, S. 237–248 (englisch, google.com).; Kapitel 9 der Erinnerungen (1924)